# Liutenski Budîșcea, Zinkiv
Liutenski Budîșcea (în ucraineană Лютенські Будища) este localitatea de reședință a comunei Liutenski Budîșcea din raionul Zinkiv, regiunea Poltava, Ucraina.

## Demografie
Componența lingvistică a localității Liutenski Budîșcea
     Ucraineană (98,66%)
     Rusă (1,28%)
     Alte limbi (0,06%)
Conform recensământului din 2001, majoritatea populației localității Liutenski Budîșcea era vorbitoare de ucraineană (98,66%), existând în minoritate și vorbitori de rusă (1,28%).